# Conjunt d'enteixinats
El Conjunt d'enteixinats és una obra d'Olesa de Montserrat (Baix Llobregat) protegida com a Bé Cultural d'Interès Local.

## Descripció
Olesa de Montserrat té un ric patrimoni d'embigats amb relleus de guix en els sostres. La majoria d'ells, podem datar-los a començament del segle xvii, encara que alguns pertanyen al segle xvi, èpoques d'afany constructiu i d'engrandiment de la vila. El Centre Muntanyenc i de Recerques Olesà ha estat fent al llarg d'aquests últims anys un exhaustiu estudi d'aquests elements decoratius, per tal de poder-los classificar. Per aquest motiu ha establert sis tipologies diferents basant-se en les mides i tipus de format de cadascun dels elements i cinquanta motius decoratius possibles per a cada tipologia.